# Laksteeltje
Laksteeltje (Catapodium marinum) is een eenjarige plant die behoort tot de grassenfamilie. De soort staat op de Nederlandse Rode lijst van planten als zeldzaam en stabiel of toegenomen. Laksteeltje komt voor in Zuid- en West-Europa, de kustgebieden van Noord-Afrika en het Middellandse Zeegebied. Het aantal chromosomen 2n = 14.
De polvormende plant wordt 5-20 cm hoog en heeft rode, liggende of opstijgende stengels. De onderste bladscheden zijn vaak glanzend diep paars. Het vlakke blad is 1-10 cm lang. Het tongetje is 0,6-3 mm lang, heeft een onregelmatige rand en een spitse top.
Laksteeltje bloeit in juni en juli. De bloeiwijze is een 0,5–7 cm lange en 0,4–1,2 cm brede aar of tros. De niet of alleen onderaan iets vertakte bloeiwijze heeft twee rijen zittende of zeer kort, tot 2 mm lang, gesteelde, 4-9 mm lange, platte aartjes. De spil van de bloeiwijze is vooral aan de rugkant zigzagsgewijs gebogen. Het onderste kelkkafje is lancetvormig, gekield en heeft één tot drie nerven. Het bovenste, kelkkafje is 2-3,5 mm lang, gekield en heeft drie tot vijf nerven. Het onderste, 2,4-3,8 mm lange, gekielde, gladde, leerachtige kroonkafje heeft vijf nerven. Het bovenste kroonkafje heeft twee nerven. Elke bloem heeft drie, bleekgele meeldraden met 0,5-1 mm lange helmknoppen.
De vrucht is en graanvrucht.
Het laksteeltje komt voor in de zeeduinen, hoge kwelders, op zeedijken en soms tussen straatstenen bij de kust.

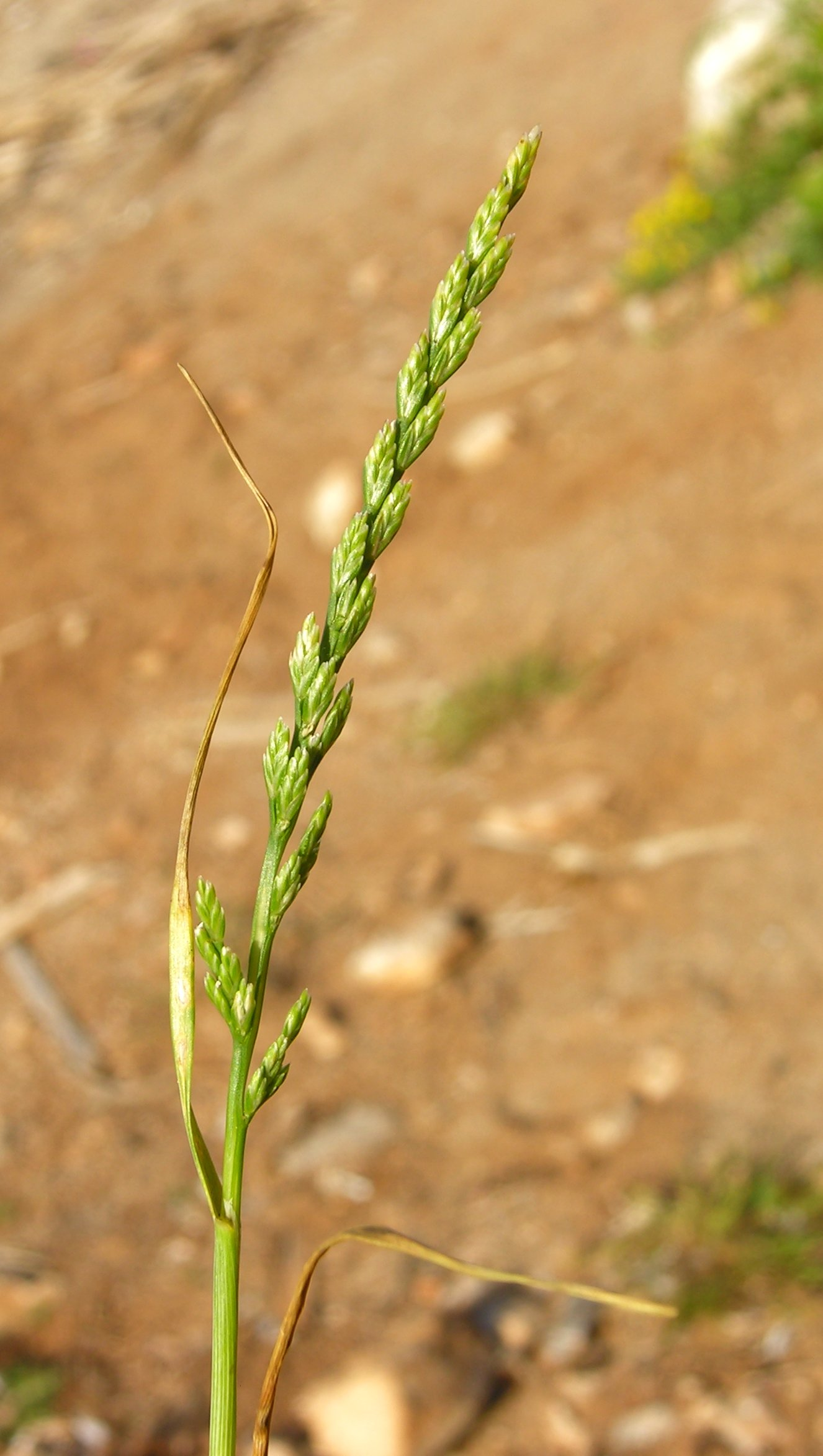
Bloeiwijze aar
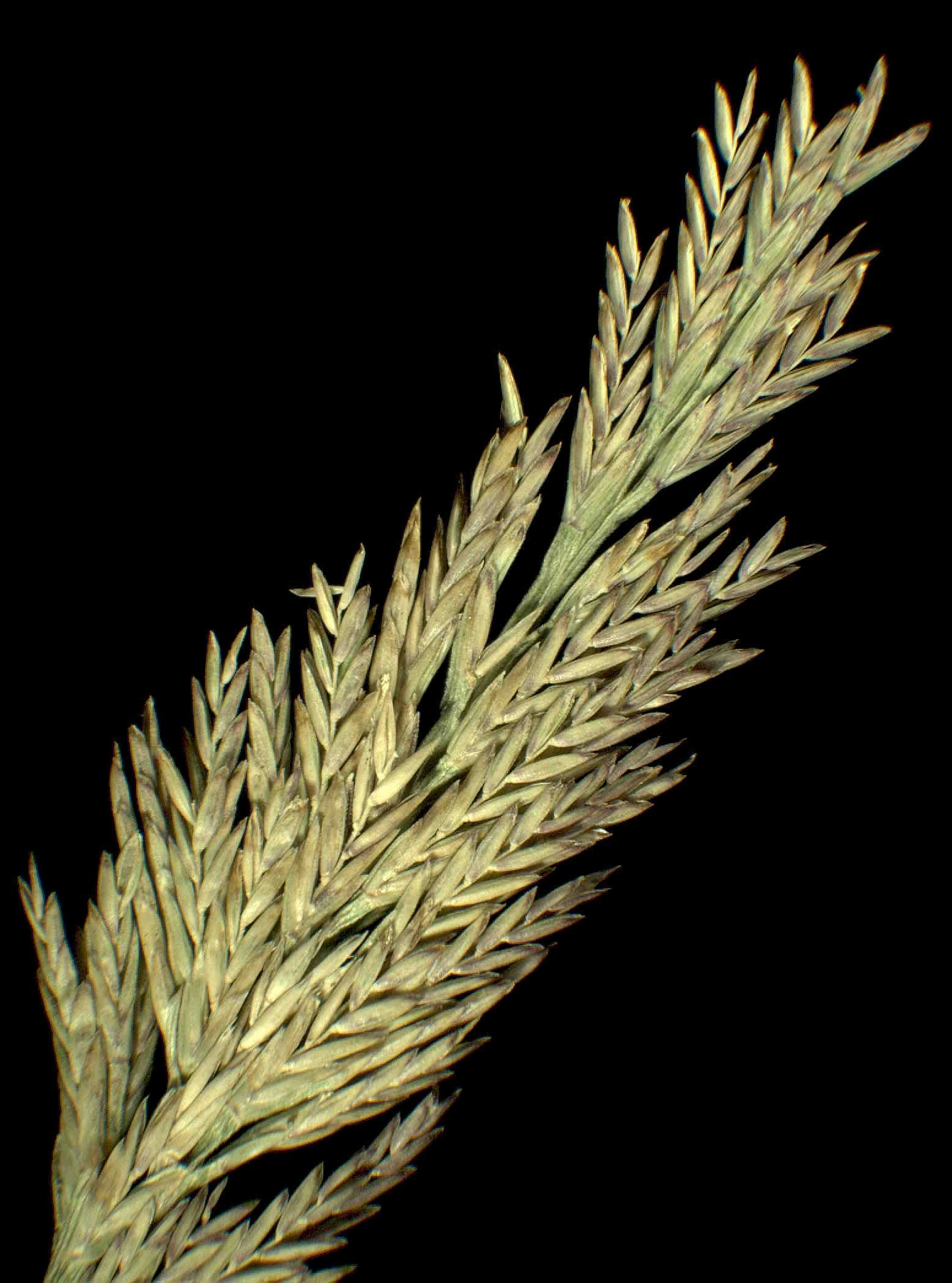
Bloeiwijze tros
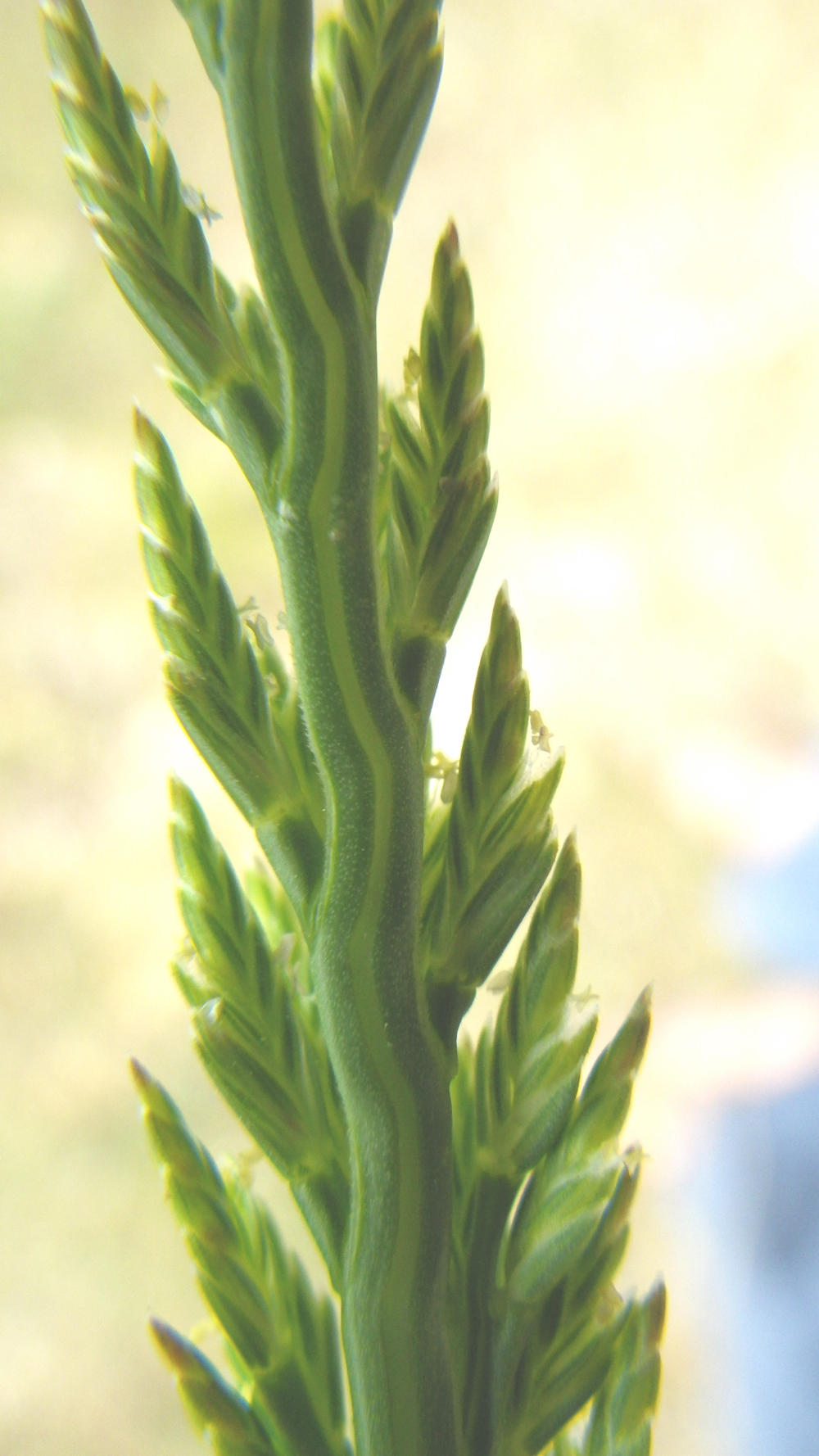
Spil bloeiwijze
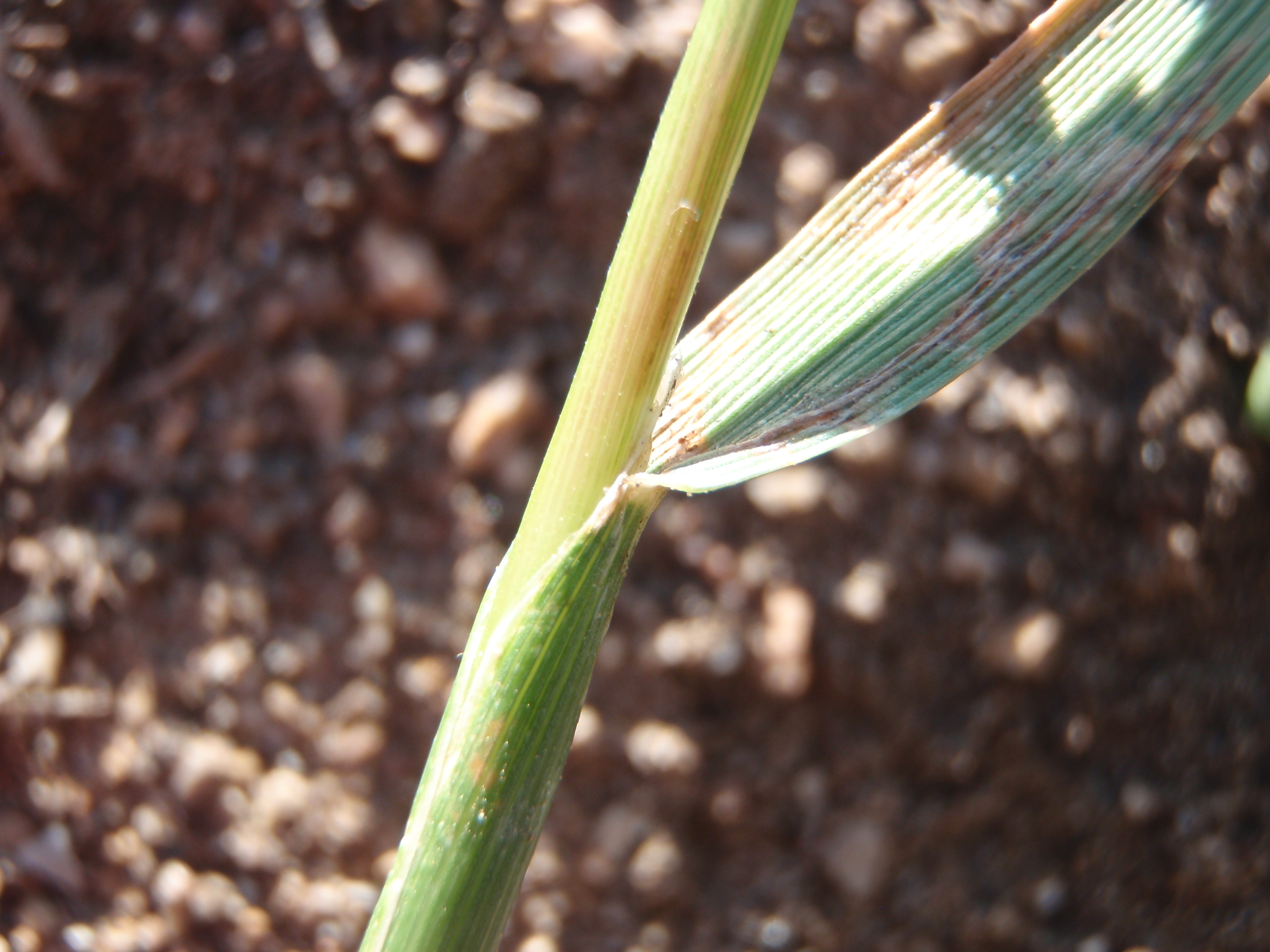
Tongetje